# Красная рука Ольстера
Красная рука О́льстера (англ. Red Hand of Ulster, ирл. Lámh Dhearg Uladh) — геральдический символ, обозначающий одну из четырёх традиционных провинций Ирландии, Ольстер, ассоциируемый с рукой сына Нуаду, бога солнца, Лабрайда Краснорукого (Labraid of the Red Hand). Также известен как Красная рука Ирландии (англ. Red Hand of Ireland) и Красная рука О’Нейлов (англ. Red Hand of O'Neill).
Согласно одной из легенд о происхождении символа, двое людей состязались за право главенства над землями, и условием состязания было — пересечь водный поток и первым коснуться рукой берега; для победы один из состязавшихся отрезал себе руку и кинул её на берег.
Согласно библейской версии, у невестки Иуды, сына патриарха Иакова, было два сына-близнеца; во время родов показалась рука одного из них, Зары. Её было пометили красной нитью как руку первенца, но ребёнок снова скрылся, и первым родился его брат, Фарес. Зара как проигравший первородство отправился в Иберию, а позднее его потомки, спасавшиеся от врагов, перебрались в Хибернию — Ирландию.
Красная рука Ольстера в настоящее время является символом североирландских лоялистов.
- Образцы использования красной руки на флагах
- Прежний флаг Северной Ирландии
- Герб Северной Ирландии
- Флаг Ольстера
- Герб Ольстера[англ.]